# Hospital Blanca Paloma
El Hospital Blanca Paloma es un hospital privado perteneciente Grupo Pascual ubicado en la ciudad española de Huelva. Hasta 2015 mantuvo un concierto con el Servicio Andaluz de Salud y su denominación hace referencia al nombre con el que es conocido la Virgen del Rocío.

## Historia
En 1989 el Grupo Pascual adquirió el centro, encargándose de su gestión. Hasta 2015 mantuvo un concierto parcial con el SAS para liberar la presión asistencial de la provincia. En 2018, tras tres años operando sin el concierto con el ente público, el hospital Blanca Paloma cerró sus puertas al público general. El material fue trasladado en parte a Montilla y el personal sanitario pudo ser reasignado a otros centros del mismo grupo sanitario, entre ellos el Hospital Virgen de la Bella en la localidad de Lepe.
En 2020, la Junta de Andalucía rechazó su reapertura o su uso de emergencia con motivo de la pandemia de COVID-19 en España por deficiencias técnicas.